# Principe de moindre action

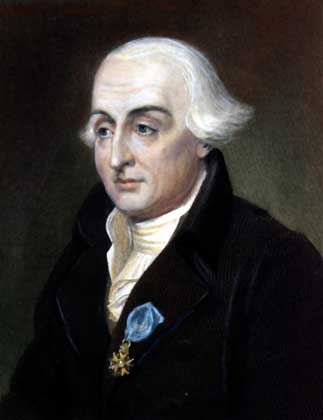
Joseph-Louis Lagrange est le premier à définir mathématiquement le principe de moindre action.

Le principe de moindre action est le principe physique selon lequel la dynamique d'une quantité physique (la position, la vitesse et l'accélération d'une particule, ou les valeurs d'un champ en tout point de l'espace, et leurs variations) peut se déduire à partir d'une unique grandeur appelée action en supposant que les valeurs dynamiques permettent à l'action d'avoir une valeur optimale entre deux instants donnés (la valeur est minimale quand les deux instants sont assez proches).
La plupart des équations fondamentales de la physique peuvent être formulées à partir du principe de moindre action. C'est notamment le cas en mécanique classique, en électromagnétisme, en relativité générale et en théorie quantique des champs.

## Formulation historique
Maupertuis a défini ainsi le principe de la moindre quantité d'action pour la mécanique dans son mémoire sur l’Accord de différentes lois de la nature qui avaient jusqu’ici parues incompatibles publié dans les Mémoires de l'Académie de Sciences de Paris du 15 avril 1744 :
« Lorsqu’il arrive quelque changement dans la nature, la quantité d’action, nécessaire pour ce changement, est la plus petite qui soit possible. »
Ce principe révéla toute sa valeur grâce aux travaux qui par la suite ont montré que, contrairement à l'opinion métaphysique de Maupertuis, il s'agit d'un principe extrémal, maximo-minimum, et non d'un minimum absolu : travaux d'Euler, Lagrange, Hamilton, Jacobi et Helmholtz.
Antérieurement Leibniz avait introduit des idées semblables, dont la compréhension de ce qu'il s'agit d'un principe extrêmal, au point que Couturat va jusqu'à dire que ce principe de moindre action « est dû à Leibniz, et non à Maupertuis, à qui on l'attribue d'ordinaire ». Sous-jacente était l'idée, très répandue au XVIIe siècle, que la nature obéit à un principe d'économie au sens de parcimonie. Ce que le principe de Fermat (1657) avait introduit en optique, en postulant que la lumière se propage d'un point à un autre de façon à minimiser son temps de trajet.

## Méthode variationnelle et interprétations en physique classique

### Présentation courante par l'action d'Euler-Lagrange
L'action se présente comme la sommation, le long du trajet du système, de la différence entre l'énergie cinétique et l'énergie potentielle.
L'action du système vaut {\displaystyle \ S=\int _{t_{0}}^{t_{1}}\left({\frac {1}{2}}m\cdot v^{2}-V\right)\mathrm {d} t} , où {\displaystyle \ t} est le temps.
La détermination du trajet se fait par une méthode variationnelle : les points extremum étant fixés, le temps de trajet aussi, on fait varier les trajets, et le ou les trajets physiquement admis sont ceux pour lesquels l'action est stationnaire par rapport aux variations infimes (du trajet).
Cette méthode aboutit aux équations d'Euler-Lagrange qui donnent des chemins sur lesquels l'action n'est pas toujours minimale par rapport aux autres proches et mathématiquement admissibles, mais sont parfois des points col : l'action est stationnaire pour les variations infinitésimales du trajet, et c'est un maximum pour certains types de variations, alors que c'est un minimum pour d'autres. Dans tous les cas ces chemins respectent les conditions physiques et sont donc réalistes. Toutefois, le long de chacun d'eux, si deux points sont assez proches (mesure faite par la longueur du chemin les séparant) alors on peut démontrer qu'entre eux ce trajet minimise l'action dans la méthode variationnelle,, ce qui justifie le nom du principe.
On peut interpréter cela comme équivalent aux deux conditions suivantes :
- la trajectoire que suit un corps est celle qui permet la transformation instantanée de l'énergie cinétique en énergie potentielle la plus petite possible (donc aussi la plus lente sur la trajectoire), ou la transformation immédiate de l'énergie potentielle en énergie cinétique la plus grande possible (donc la plus rapide possible sur la trajectoire) [réf. nécessaire] ;
- la transformation (et donc la trajectoire) est déterminée par les conditions initiales (position et vitesse) et les conditions de l'environnement physique : il doit y avoir continuité de la trajectoire s'il y a continuité du milieu physique.

Il y a parfois un échange cyclique entre ces deux énergies (balancier sans frottement, satellite à orbite elliptique…) ou une stabilisation provisoire (bille immobile ou posée au fond d'un trou, satellite à orbite circulaire, etc.).
La chute libre d'un corps est l'exemple type de la transformation de l'énergie potentielle (gravitationnelle) en énergie cinétique. Le ralentissement et l'arrêt (avant sa chute) d'un corps lancé verticalement sont un exemple de la transformation inverse.
Les frottements imposent une transformation plus compliquée car ils engendrent de la chaleur, qui est l'énergie cinétique des molécules des matériaux, mais en négligeant cette forme d'énergie, on peut utiliser le principe de moindre action en considérant que de l'énergie cinétique se perd (sort du système étudié). Par définition, les forces qui peuvent être prises en compte dans le principe de moindre action sont des forces conservatives, c'est-à-dire qu'elles dérivent d'une énergie potentielle ; c'est précisément cette énergie potentielle qui intervient dans le principe de moindre action. Dans le cas de forces non conservatives, comme c'est le cas des frottements, il faut modifier le principe de moindre action ou, de manière équivalente, les équations d'Euler-Lagrange en introduisant une fonction dissipatrice[réf. incomplète].

### Autre présentation par l'action d'Hamilton-Jacobi

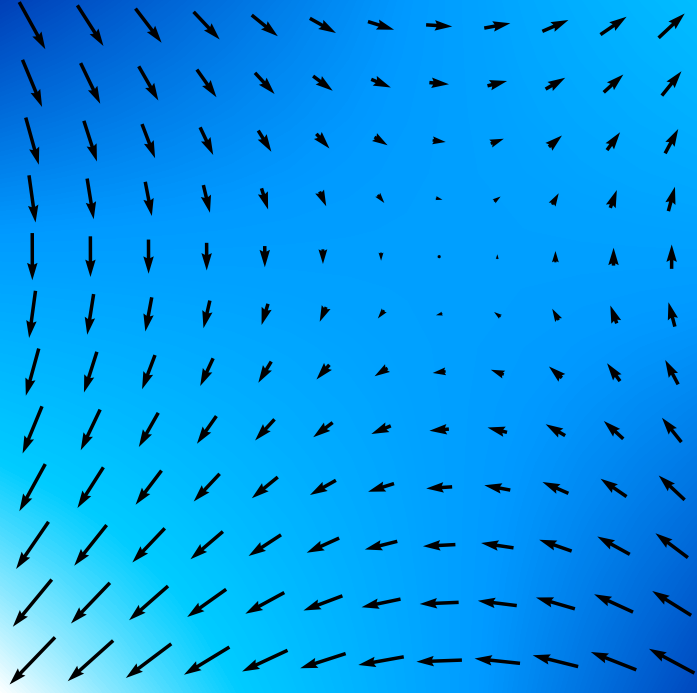
L'action réduite est définie comme un potentiel du champ des vitesses qui pilote les objets. Le bleu foncé correspond à une valeur de l'action faible et le bleu clair/blanc à une valeur importante. Les vecteurs vitesse (proportionnels aux gradients de l'action) sont donc orientés des couleurs foncées aux claires.

La définition de l'action de Maupertuis, comme « le produit de la masse par la vitesse et par l'espace », correspond à un champ conservatif où l'énergie totale est une constante, est aujourd'hui appelée action réduite (en). Cette action {\displaystyle S_{0}(\mathbf {x} )} en un point {\displaystyle \mathbf {x} } de l'espace est égale à :
| {\displaystyle S_{0}(\mathbf {x} )=m\mathbf {v} \cdot \mathbf {x} ;} |

c'est-à-dire que la vitesse d'une particule ou d'un objet de masse {\displaystyle m} au point {\displaystyle \mathbf {x} } est donnée par , :
| {\displaystyle \mathbf {v} ={\frac {\nabla S_{0}(\mathbf {x} )}{m}}.} |

Cela signifie que l'action réduite « pilote » la particule. En outre, l'action est un champ de potentiel, c'est-à-dire qu'une valeur est définie en tous points de l'espace (sur la figure ci-contre, plus la couleur est bleu clair, plus l'action est importante) ; par conséquent, le gradient de l'action définit un champ de vitesses (les flèches sur la figure ci-contre). L'action réduite ne définit pas seulement une trajectoire unique mais un flot de trajectoires qui sont orthogonales aux surfaces {\displaystyle S_{0}=Constante} ; c'est-à-dire {\displaystyle \mathbf {v} \propto \nabla S_{0}}. Il suffit de donner une position initiale à une particule, alors sa trajectoire est donnée par le champ de vitesses.

#### Énergie totale constante
Dans le cas où la particule est soumise à un potentiel indépendant du temps, {\displaystyle V(\mathbf {x} ,t)=V(\mathbf {x} )}, l'énergie totale {\displaystyle E=(1/2)mv^{2}+V(\mathbf {x} )} est alors constante et l'action totale {\displaystyle S(\mathbf {x} ,t)}, fonction de la position {\displaystyle \mathbf {x} } et du temps {\displaystyle t}, s'écrit en fonction de l'action réduite par la formule :

Lorsque l'action varie spatialement dans le temps, le champ de vitesses évolue aussi avec le temps.

| {\displaystyle S(\mathbf {x} ,t)=-Et+S_{0}(\mathbf {x} ).} |

#### Énergie totale variable
Dans le cas où la particule est soumise à un potentiel {\displaystyle V(\mathbf {x} ,t)} dépendant du temps, l'énergie totale n'est plus constante et l'action totale {\displaystyle S(\mathbf {x} ,t)} ne vérifie plus la formule précédente mais l'équation d'Hamilton-Jacobi :
| {\displaystyle {\frac {\partial S(\mathbf {x} ,t)}{\partial t}}+{\frac {1}{2m}}(\triangledown S(\mathbf {x} ,t))^{2}+V(\mathbf {x} ,t)=0} |

avec la condition initiale :
| {\displaystyle S({\textbf {x}},0)=S_{0}({\textbf {x}})} |

où l'action initiale {\displaystyle S_{0}({\textbf {x}})} est l'action réduite qui définit le champ des vitesses initiales. Cette condition initiale de l'équation d'Hamilton-Jacobi est différente de celle de l'équation d'Euler-Lagrange qui ne définit que la position initiale. Cette action d'Hamilton-Jacobi généralise l'action réduite dans les cas où l'énergie totale est variable. En particulier, elle « pilote » la vitesse de la particule puisque son gradient définit le champ des vitesses en chaque point {\displaystyle (\mathbf {x} ,t)}:
| {\displaystyle \mathbf {v} \left(\mathbf {x,} t\right)={\frac {\mathbf {\nabla } S\left(\mathbf {x,} t\right)}{m}}.} |

## Un problème métaphysique?
La présentation courante du principe de moindre action utilise l'hypothèse de deux points fixes sur le parcours du mobile : un point de départ, mais aussi un point d'arrivée. Cela a souvent été critiqué comme étant l'utilisation dans le raisonnement d'une « cause finale », ce qui est contraire à la causalité, qui suit la flèche du temps en physique.
Cette hypothèse de connaissance a priori des extremums correspond à la formulation courante de l'action, qui aboutit aux équations d'Euler-Lagrange, où la position initiale {\displaystyle \mathbf {x} _{0}} à l'instant initial {\displaystyle t_{0}} du système est connue, mais non la vitesse initiale {\displaystyle {\textbf {v}}_{0}}. Elle ne sera connue qu'à la fin de la résolution des équations d'Euler-Lagrange, qui utilise la position finale {\displaystyle \mathbf {x} _{1}} à l'instant {\displaystyle t_{1}}. Dans le cas d'une particule libre cette vitesse initiale sera {\displaystyle \mathbf {v} _{0}=(\mathbf {x} _{1}-\mathbf {x} _{0})/(t_{1}-t_{0})}, qui dépend donc d'une cause finale, la valeur {\displaystyle \mathbf {x} _{1}} à l'instant {\displaystyle t_{1}}. C'est la principale critique métaphysique qui a été faite au principe de moindre action, depuis sa création par Maupertuis.
Du point de vue des calculs, utiliser une cause finale (point d'arrivée) ne pose pas de problème car la vitesse initiale est, en pratique, connue et on peut souvent inverser le résultat des équations d'Euler-Lagrange et exprimer la position finale en fonction de la vitesse initiale, comme par exemple pour le cas de la particule libre : {\displaystyle \mathbf {x} _{1}=\mathbf {x} _{0}+\mathbf {v} _{0}(t_{1}-t_{0})}.
Cependant, du point de vue théorique, pour éviter d'avoir recours à la cause finale, il est nécessaire d'utiliser l'autre formulation avec les équations de Hamilton-Jacobi[réf. souhaitée]. En effet, on suppose, dans ce cas, que l'action d'Hamilton-Jacobi initiale {\displaystyle S_{0}(\mathbf {x} )} est connue, et donc que la vitesse initiale de la position initiale {\displaystyle \mathbf {x} _{0}} est également connue et égale à {\displaystyle \mathbf {v} _{0}=\mathbf {v} \left(\mathbf {x} _{0}\right)={\frac {\mathbf {\nabla } S_{0}\left(\mathbf {{\textbf {x}}_{0}} \right)}{m}}}.

## Démonstration
Avant Lagrange, ce principe se concevait à partir de considérations métaphysiques, indépendamment de tout autre principe physique.
Lagrange, en 1756, donna au principe de moindre action son expression mathématique efficace qui est toujours d'actualité. Il développa la mécanique analytique et démontra, dans son ouvrage de 1788, ce principe à partir du principe des vitesses virtuelles (nommé aussi principe de d'Alembert). Le principe des vitesses virtuelles exprime le principe fondamental de la dynamique de Newton en séparant les contraintes du système (limitation dans l'espace, rigidités, etc.) et les phénomènes subis par le système (phénomènes externes ou internes au système).
Cette démonstration met un point final aux interrogations métaphysiques sur le principe de moindre action : le principe est équivalent à un principe physique de Newton, non sujet aux critiques métaphysiques, et la « cause finale » est alors comprise comme un artifice mathématique.

## De l'action classique à l'action relativiste
Suivant le système étudié, et le cadre théorique dans lequel on le considère, l'expression mathématique du principe de moindre action change légèrement de forme.
C'est un des rares principes ayant survécu aux multiples mutations de la physique, mais il a rarement été à l'origine d'une découverte : il est plutôt utilisé pour reformuler ou redémontrer des lois trouvées par d'autres biais. Sa plus grande contribution a sans doute été de mettre W. R. Hamilton sur la voie de ses travaux théoriques (voir : Mécanique hamiltonienne).
En physique relativiste, les équations d'Euler-Lagrange restent inchangées, mais le lagrangien n'est plus égal à la différence entre l'énergie cinétique et l'énergie potentielle. En fait, à partir de la relativité il est apparu que le principe de moindre action se fonde sur l'existence d'une trajectoire continue, paramétrée par le temps, qui minimise une fonction ou la différence entre des fonctions du système étudié, déterminées à partir de principes généraux, tels que par exemple :
- comme la trajectoire dans l'espace-temps ne dépend pas du repère d'où on l'observe, l'action qui la détermine, ainsi que les fonctions qui composent l'action, sont invariantes par changement de repère ;
- l'indépendance de corps implique l'additivité de leurs actions et de leurs lagrangiens, pour que les trajectoires puissent être déterminées séparément en appliquant la méthode variationnelle.

Il se trouve que si, en physique classique, ces fonctions du système sont les énergies cinétiques et potentielles, ce n'est plus le cas en relativité.
En physique relativiste, et en l'absence de champ électromagnétique, on montre que la fonction du corps qui est minimisée dans le principe est particulièrement simple : il s'agit de {\displaystyle -mc\tau }, où {\displaystyle \tau } est le « temps propre » du trajet, qui est à la fois le temps s'écoulant dans le référentiel du corps au cours du trajet et la longueur de la trajectoire mesurée par la métrique de l'espace : cela revient à maximiser le « temps propre », du fait du signe « {\displaystyle -} » et de la constance de la masse {\displaystyle m} et de la vitesse de la lumière {\displaystyle c}.
Un champ électromagnétique amène des différences de parcours entre les corps, suivant leurs charges et leurs répartitions.
Et comme en physique classique, toutes les équations peuvent être obtenues sans le principe de moindre action.

## Sa formulation en mécanique quantique
Dans le but de trouver une formulation plus simple de l'électrodynamique quantique, vers 1940, Richard Feynman chercha une formulation du principe de moindre action en mécanique quantique. La solution lui vint d'une idée que Paul Dirac avait exprimée dans un article.
 Le principe a ainsi permis une reformulation de cette branche de la physique sous forme d'intégrale de chemin qui s'est révélé, en effet, plus simple que la formulation hamiltonnienne pour l'électrodynamique quantique.
Cette formulation a donné lieu à des interprétations telles que « la particule teste tous les chemins possibles avec des probabilités différentes ».
Le même article de Dirac a aussi conduit Julian Schwinger au principe d'action quantique (quantum action principle) selon lequel la variation de l'opérateur d'évolution entre deux états quantiques est proportionnelle à la variation de l'action Lagrangienne
{\displaystyle \delta \langle a_{1},t_{1}|a_{2},t_{2}\rangle =i\left\langle a_{1},t_{1}{\Bigg |}\delta \left[\int _{t_{1}}^{t_{2}}{\mathcal {L}}(t)dt\right]{\Bigg |}a_{2},t_{2}\right\rangle },
où {\displaystyle \langle a_{1},t_{1}|a_{2},t_{2}\rangle } représente l'élément de matrice de l'opérateur d'évolution {\displaystyle U(t_{1},t_{2})} entre l'état initial {\displaystyle |a_{2},t_{2}\rangle } et l'état final {\displaystyle |a_{1},t_{1}\rangle },
{\displaystyle {\mathcal {L}}(t)} est l'opérateur Lagrangien. Le principe d'action peut être démontré à partir de l'intégrale de chemin de Feynman et réciproquement, l'intégrale de Feynman peut se déduire du principe d'action quantique. Les deux formulations sont équivalentes, celle de Feynman étant la forme intégrale, celle de Schwinger la forme différentielle.
Comme on peut s'y attendre, l'intégrale de chemin permet de retrouver, à la limite classique, la formulation habituelle et le chemin qui rend extrémale l'action classique est un col de l'intégrale : seul celui-ci contribue de manière significative dans l'intégrale.

## Court historique
- Source de cette section[17]

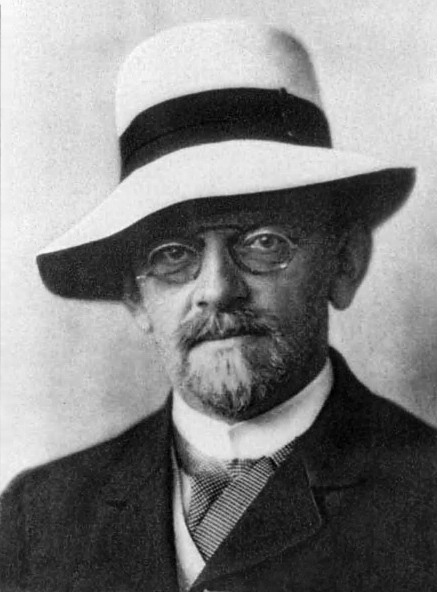
En 1915, David Hilbert a démontré les équations de la gravitation de la relativité générale à l'aide du principe de moindre action.
(Photo prise en 1912.)

L'idée que la trajectoire minimise une durée ou une longueur est d'abord née chez Pierre de Fermat vers 1655, pendant son étude de l'optique (voir le principe de Fermat). Même si elle a intéressé Leibniz, c'est Maupertuis, vers 1740, qui fera progresser la formulation verbale et mathématique d'un « principe de moindre action » pour la mécanique. Euler, en développant l'analyse mathématique, commença à reformuler ce principe, mais c'est Lagrange qui lui donnera sa méthode et sa forme définitive en 1755, pour ensuite l'inclure comme une simple conséquence de sa mécanique analytique.
En 1827, Hamilton, en cherchant à appliquer ce principe à l'optique, développa une nouvelle approche fondée sur l'étude de l'énergie par la méthode analytique : la mécanique hamiltonienne, que Jacobi peaufinera vers 1840.
Depuis sa formulation, ce principe a guidé de nombreux scientifiques dans leurs recherches, notamment de Broglie vers 1920 dans son travail sur la théorie des quanta. En 1915, Hilbert a démontré les équations de la gravitation de la relativité générale à l'aide du principe (Einstein les a trouvées par une autre méthode), et Richard Feynman, en 1942, a proposé une nouvelle formulation du principe, dans sa thèse de doctorat intitulée Le Principe de moindre action en mécanique quantique, permettant une réécriture de la mécanique quantique.